# Muros (Italia)
Muros (Muros in sardo, letteralmente "muri" in italiano) è un comune italiano di 818 abitanti della città metropolitana di Sassari, in Sardegna.
Insieme ai comuni di Cargeghe, Codrongianos, Florinas, Ittiri, Olmedo, Ossi, Ploaghe, Putifigari, Tissi, Uri ed Usini, fa parte dell'Unione dei comuni del Coros.

## Storia
Di origini incerte, nel Medioevo appartenne al Giudicato di Torres e fece parte della curatoria di Figulinas. Alla caduta del giudicato (1259) passò sotto la signoria dei Doria e poi dei Malaspina, e successivamente, intorno al 1350, sotto il dominio aragonese, ove divenne un feudo concesso alla famiglia baronale dei Martinez che, sotto i reali Savoia, furono elevati al rango di marchesi con il titolo “di Montemuros”. Il paese fu riscattato agli ultimi feudatari nel 1839 con la soppressione del sistema feudale. Oggi Muros è un paese adagiato sulla collina a metà tra il grande parco pubblico di Monte Muros e la piana di Campomela, nella quale sorge la zona artigianale-industriale. Il territorio è attraversato da due fiumi, il rio Mascari e il rio Bunnari sul quale sorgeva anticamente una gualchiera appartenente sino al XIX secolo ai francescani osservanti e della quale sono visibili i ruderi. 

## Villaggio medievale di Irbosa

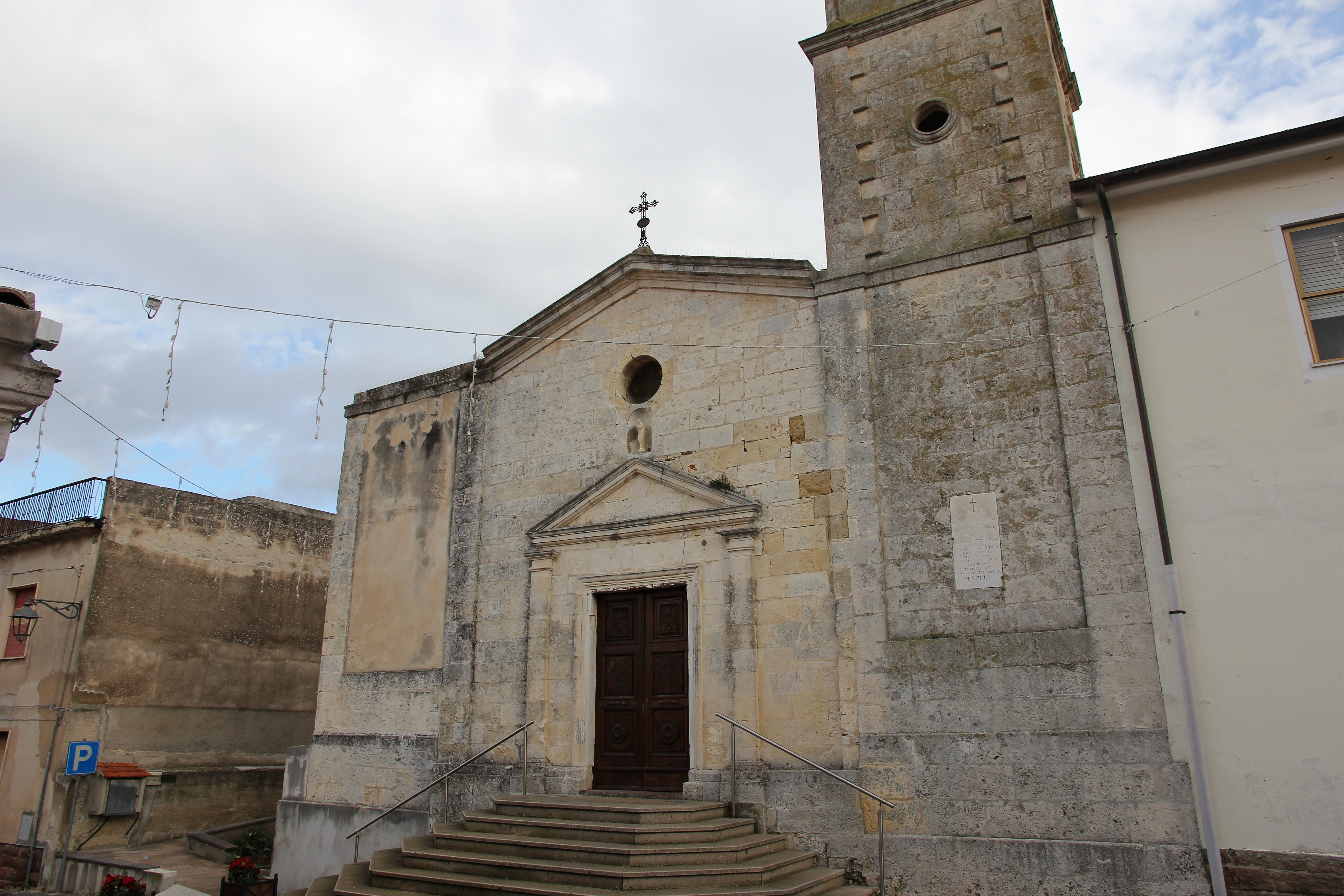
Chiesa dei Santi Gavino, Proto e Gianuario

Nei pressi dell'abitato, in località San Leonardo, si trovano le rovine dell'omonima chiesa campestre che sorgeva nell'antico villaggio di Irbosa o Ilvossa, il cui toponimo ancora oggi è presente come Badde Irvos. Il villaggio di Irbosa venne concesso in feudo insieme ai villaggi di Ossi e a Save nel 1380, anno in cui risultava già spopolato e una statistica redatta in quell'anno menzionando la villa, afferma "villa de Ilvossa, la qual és tota endarrocata, qui no y abita nangù" e i cui abitanti probabilmente, si erano spostati nel vicino villaggio di Muros. Se il villaggio di Irbosa fu abbandonato dai suoi abitanti, la chiesa di San Leonardo continuò a svolgere per lungo tempo un importante ruolo. Nel 1495 il canonico di San Leonardo era compreso tra gli otto che componevano il capitolo della cattedrale di Ploaghe. Ed ancora nel 1688 gli atti della visita pastorale dell'arcivescovo di Sassari Juan Morillo y Velarde registrano la chiesa di San Leonardo. 
Muros, dal 1928 venne aggregata al vicino comune di Cargeghe, da cui si staccò, ottenendo piena autonomia amministrativa, nel 1950.

### Simboli
Lo stemma e il gonfalone del comune di Muros sono stati concessi con decreto del Presidente della Repubblica del 6 agosto 1988. Lo stemma si blasona:
Il leone che abbraccio un ramo secco è a ricordo della casata dei Malaspina dello Spino Secco, signori del Coros cui Muros faceva parte. La ruota dentata e le spighe rappresentano l'antica vocazione agricola del paese mentre l'agnello pasquale è diretta discendenza dello stemma della nobile famiglia marchionale dei Martinez di Montemuros, che si estinse nel 1928.
Il gonfalone è un drappo troncato di bianco e d'azzurro.

## Monumenti e luoghi d'interesse

### Architetture religiose
- Chiesa parrocchiale Santi Gavino, Proto e Gianuario, seconda metà del XVII secolo.

### Architetture civili
- Fonte pubblica
- Cementeria di Scala di Giocca, ora chiusa.

### Siti archeologici e ambientali
- Sito nuragico di Sa Turricula
- La tomba di giganti di Monte Simeone
- Ipogeo di Rocca Ruja
- Grotta dell'Inferno
- Parco San Leonardo
- Parco Monte Muros
- Picco di Cane e Chervu
- Strade romane di Santu Nenardu e Coa e Redulas
- Resti della chiesa campestre di San Leonardo

## Società

### Evoluzione demografica
Abitanti censiti

### Lingua e dialetti
La variante del sardo parlata a Muros è quella logudorese settentrionale.

## Amministrazione
| Periodo         | Periodo         | Primo cittadino       | Partito                          | Carica  | Note   |
| --------------- | --------------- | --------------------- | -------------------------------- | ------- | ------ |
| 6 giugno 1993   | 27 aprile 1997  | Gianni Maria Penduzzu | PDS                              | Sindaco | [ 8 ]  |
| 27 aprile 1997  | 13 maggio 2001  | Gianni Maria Penduzzu | liste civiche di centro-sinistra | Sindaco | [ 9 ]  |
| 13 maggio 2001  | 28 maggio 2006  | Antonio Bacchiddu     | lista civica                     | Sindaco | [ 10 ] |
| 28 maggio 2006  | 15 maggio 2011  | Rita Desole in Tolu   | lista civica                     | Sindaco | [ 11 ] |
| 15 maggio 2011  | 5 giugno 2016   | Gesuino Scano         | lista civica "Rilancio di Muros" | Sindaco | [ 12 ] |
| 6 giugno 2016   | 11 ottobre 2021 | Federico Tolu         | lista civica "Progetto Muros"    | Sindaco | [ 13 ] |
| 11 ottobre 2021 | in carica       | Federico Tolu         | lista civica "Progetto Muros"    | Sindaco | [ 14 ] |